# Warrior Sports
Warrior Sports è un'azienda statunitense specializzata nella produzione di articoli sportivi di hockey su ghiaccio, lacrosse e calcio.

## Storia

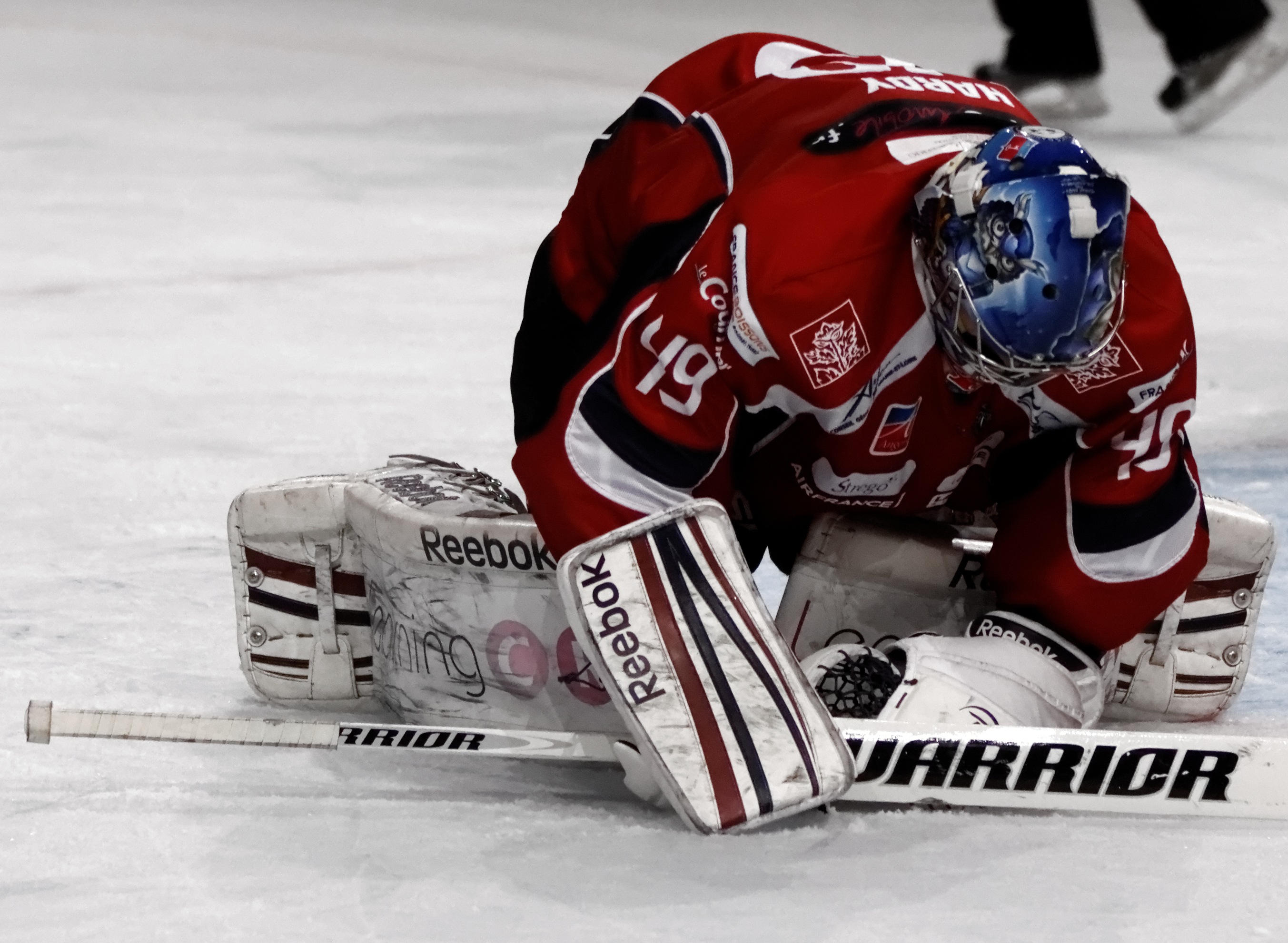
Una mazza da hockey su ghiaccio firmata Warrior

Warrior Sports è stata fondata nel 1992 da David Morrow, un ex giocatore di lacrosse, specializzandosi subito nel produrre abbigliamento e materiali tecnici per la pratica di tale sport, vestendo da lì in avanti realtà quali Hamilton Nationals, Denver Outlaws, Chesapeake Bayhawks, Ohio Machine e Rochester Rattlers. Un anno più tardi, l'azienda ha ampliato i suoi interessi nel campo dell'hockey su ghiaccio. Nel 2004 Warrior è stata acquistata da New Balance, mentre nel 2007 l'acquisizione della rivale Brine Sporting Goods l'ha resa il marchio di riferimento nel lacrosse.

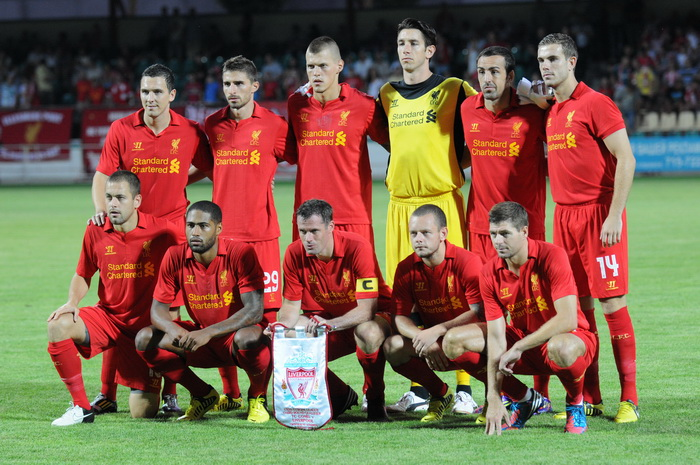
La squadra di calcio del Liverpool vestita Warrior nel 2012-2013

Con la stagione 2012-2013 Warrior è entrata per la prima volta nel mondo del calcio, firmando le divise del Liverpool: con una cifra pari a 25 milioni di sterline per sei anni, l'accordo è (all'epoca) tra i più remunerativi del settore. Dal 2013-2014 è fornitore tecnico del Siviglia, club che nel 2014 dà a Warrior il primo, importante, successo nell'ambito del football con la vittoria in Europa League, mentre con l'annata successiva il marchio americano va a vestire anche il Porto; in questo periodo Warrior veste vari altri club come Emelec, Shamrock Rovers e Stoke City, legandosi inoltre a calciatori quali Craig Bellamy, Tim Cahill, Marouane Fellaini, Vincent Kompany e Samir Nasri. L'esperienza del marchio nel calcio è tuttavia di breve durata, giungendo a conclusione già nella stagione 2015-2016 quando, nelle gerarchie del gruppo, viene sostituito da New Balance.